# اچ‌دی ۷۸۰۰۴
اچ‌دی ۷۸۰۰۴ یک ستاره است که در صورت فلکی بادبان قرار دارد.